# گوه‌ای‌دندانان
گوه‌ای‌دندانان (نام علمی: Sphenacodontia) نام یک زیرراسته از رده هم‌کمانان است.